# Bachbauer
Bachbauer ist ein Ortsteil der oberbayerischen Gemeinde Eurasburg im Landkreis Bad Tölz-Wolfratshausen. Die Einöde liegt südlich von Beuerberg an der  Staatsstraße 2370.

## Baudenkmäler
Das Haus Nr. 1 (Bachbauer), ein Bauernhaus mit zugehörigem Getreidekasten, ist ein ehemaliges Baudenkmal.